# Соломнянська сільська рада
Соло́мнянська сільська́ ра́да — адміністративно-територіальна одиниця та орган місцевого самоврядування в Волочиському районі Хмельницької області. Адміністративний центр — село Соломна.

## Загальні відомості
- Територія ради: 37,035 км²
- Населення ради: 1 874 особи (станом на 2001 рік)

## Населені пункти
Сільській раді підпорядковані населені пункти:
- с. Соломна
- с. Гречана
- с. Раціборівка

## Склад ради
Рада складається з 16 депутатів та голови.
- Голова ради: Курта Віктор Вікторович
- Секретар ради: Осацький Микола Євгенович

### Керівний склад попередніх скликань
| Прізвище, ім'я, по батькові | Основні відомості                                                 | Дата обрання | Дата звільнення |
| --------------------------- | ----------------------------------------------------------------- | ------------ | --------------- |
| Курта Віктор Вікторович     | Сільський голова, 1965 року народження, освіта вища, безпартійний | 26.03.2006   | 31.10.2010      |
| Курта Віктор Вікторович     | Сільський голова, 1965 року народження, освіта вища, безпартійний | 31.10.2010   |                 |

Примітка: таблиця складена за даними сайту Верховної Ради України

### Депутати
За результатами місцевих виборів 2010 року депутатами ради стали:

#### За суб'єктами висування
| Суб'єкт висування | Кількість обраних депутатів | %    |
| ----------------- | --------------------------- | ---- |
| Самовисування     | 14                          | 87,5 |
| Партія регіонів   | 2                           | 12,5 |

#### За округами
| № округу        | Прізвище, ім'я, по батькові     | Дата визнання обраним | Освіта             | Партійна приналежність | Відомості про обраного депутата                        |
| --------------- | ------------------------------- | --------------------- | ------------------ | ---------------------- | ------------------------------------------------------ |
| Партія регіонів |                                 |                       |                    |                        |                                                        |
| 1               | Войтович Любов Євгенівна        | 04.11.2010            | вища               | член Партії регіонів   | Соломнянська загальноосвітня школа І-ІІІ ст., директор |
| 5               | Незамаєва Валентина Євгенівна   | 04.11.2010            | середня спеціальна | член Партії регіонів   | Соломнянський ДНЗ, завідувачка                         |
| Самовисування   |                                 |                       |                    |                        |                                                        |
| 2               | Осацький Микола Євгенович       | 04.11.2010            | середня            | позапартійний          | Соломнянська сільська рада, секретар                   |
| 3               | Гладка Галина Олександрівна     | 04.11.2010            | середня спеціальна | позапартійна           | СВК ім.Котовського, секретар                           |
| 4               | Раца Михайло Афанасійович       | 04.11.2010            | вища               | позапартійний          | СВК ім.Котовського, завідувач будівництвом             |
| 6               | Машталяр Оксана Миколаївна      | 04.11.2010            | середня спеціальна | позапартійна           | Соломнянська сільська рада, головний бухгалтер         |
| 7               | Бурка Олександр Володимирович   | 04.11.2010            | середня спеціальна | позапартійний          | СВК ім.Котовського, головний інженер                   |
| 8               | Перникоза Микола Тодосович      | 04.11.2010            | середня спеціальна | позапартійний          | СВК ім.Котовського, головний енергетик                 |
| 9               | Бурка Світлана Володимирівна    | 04.11.2010            | середня спеціальна | позапартійна           | СВК ім.Котовського, головний зоотехнік                 |
| 10              | Заболотний Анатолій Аркадійович | 04.11.2010            | середня            | позапартійний          | СВК ім.Котовського, шофер                              |
| 11              | Птащук Андрій Петрович          | 04.11.2010            | вища               | позапартійний          | Гречанська загальноосвітня школа І-ІІІ ст., директор   |
| 12              | Ликуш Світлана Феофанівна       | 04.11.2010            | середня спеціальна | позапартійна           | СВК ім.Котовського, головний економіст                 |
| 13              | Ликуш Леонід Петрович           | 04.11.2010            | середня спеціальна | позапартійний          | СВК ім.Котовського, бригадир тракторної бригади        |
| 14              | Лисий Володимир Петрович        | 04.11.2010            | середня            | позапартійний          | СВК ім.Котовського, комірник                           |
| 15              | Бабійчук Іван Іванович          | 04.11.2010            | вища               | позапартійний          | СВК ім.Котовського, головний ветлікар                  |
| 16              | Долобанько Олег Михайлович      | 04.11.2010            | середня            | позапартійний          | СВК ім.Котовського, механізатор                        |